# 海峡群岛 (加利福尼亚州)

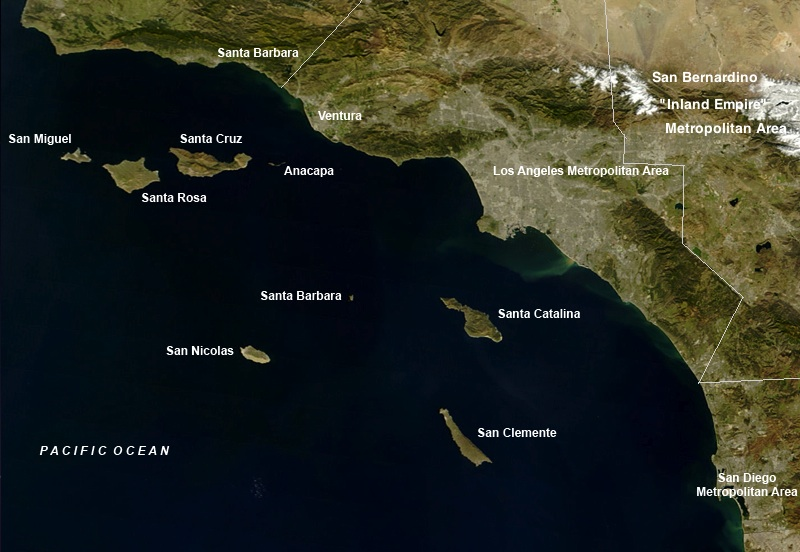
衛星照片

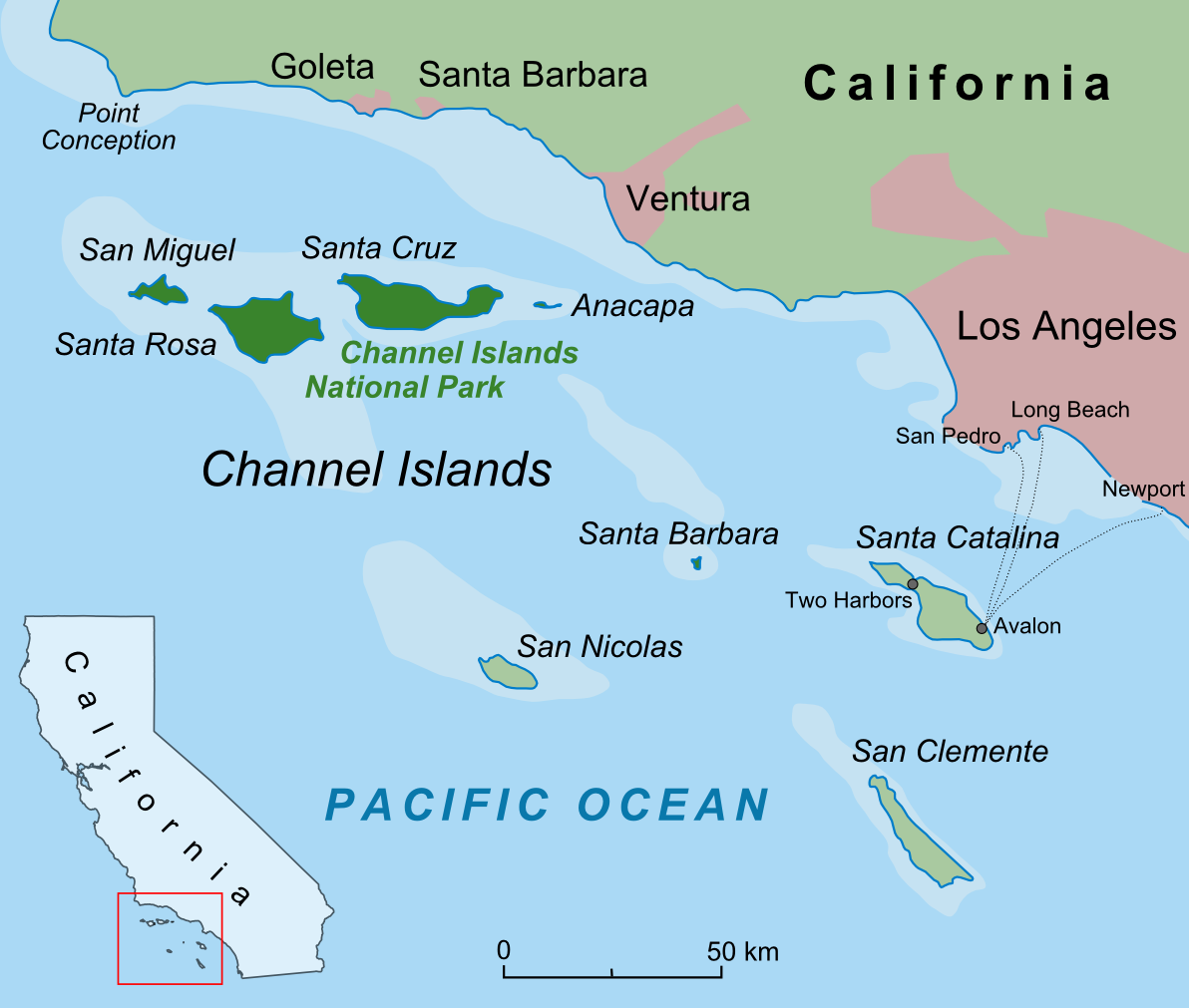

海峽群島（英語：Channel Islands）是美國加州南部外海的八座島嶼。這八座島嶼隔著聖巴巴拉海峽與美國本土相望。其中五座島嶼屬於海峽群島國家公園所管轄。這八座島嶼可分為北海峽郡島：聖米格爾島、聖羅莎島、聖克魯茲島、安那卡帕島，和南海峽郡島：聖巴巴拉島、聖尼古拉斯島、圣卡塔利娜岛以及圣克莱门特島。
這八島分別屬於三個縣：
- 聖巴巴拉縣管轄聖米格爾島、聖羅莎島、聖克魯茲島、聖巴巴拉島[1]；
- 文图拉县管轄安那卡帕島、聖尼古拉斯島；
- 洛杉矶县管轄圣卡塔利娜岛、圣克莱门特島。